# Могул (Невада)
Могул (енгл. Mogul) насељено је место без административног статуса у америчкој савезној држави Невада.

## Демографија
По попису из 2010. године број становника је 1.290.
| Група             | 2000.    | 2010.         |
| Белци             | 0 (0,0%) | 1.141 (88,4%) |
| Афроамериканци    | 0 (0,0%) | 6 (0,5%)      |
| Азијати           | 0 (0,0%) | 30 (2,3%)     |
| Хиспаноамериканци | 0 (0,0%) | 65 (5,0%)     |
| Укупно            | 0        | 1.290         |